# 브루누 마르팅스 인디
이것은 포르투갈어 이름입니다. 첫 번째 성은 마르팅스이며 두 번째 성은 인디 입니다.
홀란두 마시밀리아누 "브루누" 마르팅스 인디(포르투갈어: Rolando Maximiliano "Bruno" Martins Indi, 1992년 2월 8일, 바헤이루 ~ )는 포르투갈 태생의 네덜란드 축구 선수로, 현재 AZ에서 수비수로 활약하고 있다. 그는 로테르담의 페예노르트 유소년 팀 출신이다. 네덜란드 국적이지만 포르투갈에서 태어나 포르투갈어를 유창히 구사할 수 있다.
마르팅스는 2012년에 네덜란드 국가대표팀 첫 출장을 기록하였고, 2014년 FIFA 월드컵에 참가하여 7경기를 출전하였다. 그는 이 월드컵에서 동메달을 획득하였다.
2014년 FIFA 월드컵의 네덜란드가 스페인을 5-1로 격파한 경기에서, 마르팅스는 선발로 출전하여 스페인 공격수 디에고 코스타와 대치하여 훌륭한 기량을 선보이면서 웹상의 센세이션을 일으켰다.

## 유년 시절
포르투갈 출신으로, 기니비사우계 부모님 사이에서 태어난 마르팅스 인디는 3개월에 자위트홀란트주 로테르담으로 이주하였다.

## 클럽 경력

### 페예노르트
마르팅스 인디는 페예노르트 유소년 아카데미를 졸업하고 2010-11 시즌 초에 페예노르트 1군에 합류하였다. 그는 2010년 8월 19일에 헨트와의 UEFA 유로파리그 홈경기 (1-0)에서 페예노르트 소속으로 선발 출전하며 프로 데뷔를 하였다. 사흘 후인 2010년 8월 22일, 그는 헤라클레스 알멜로와의 경기에서 에레디비시 데뷔전을 치르었고, 경기는 1-1 무승부로 끝났다. 2010년 9월 12일, 마르팅스 인디는 NAC전의 인저리 타임에 프로 무대 첫 퇴장을 당하였고, 팀은 0-2로 패하였다. 2010년 10월 31일, 마르팅스는 1-1로 비긴 AZ전에서 첫 어시스트를 기록하였는데, 그의 패스는 뤽 카스타이흐노스의 골로 연결되었으나, 페예노르트는 이 경기에서 1-2로 패하였다. 2011년 4월 17일, 마르팅스 인디는 빌럼 II전에서 첫 프로리그 득점을 기록하였고, 팀은 6-1로 이겼다. 그는 미야이치 료와 조르지니오 베이날뒴과 더불어 수비에서 평타의 활약을 펼친 것과 코너킥으로부터 헤딩골을 연결시킨 것에 대해 대서특필되었다.
2011-12 시즌, 마르팅스 인디는 로날트 쿠만 신임 감독의 지도 하에 페예노르트의 주전 선수가 되었다. 2011년 10월 22일, 마르팅스는 1-2로 패한 펜로전에서 시즌 첫 골을 넣었다. 2012년 2월 22일, 마르팅스 인디는 재계약으로 2016년 여름까지 더 카윕에서 활약하게 되었다.

### 포르투
포르투갈 출생 배경을 지니고 있는 마르팅스 인디는 항상 포르투갈의 빅 클럽에서 활약할 것을 선호했다는 의사를 밝혔다. 2014년 6월, 마르팅스 인디는 2014년 FIFA 월드컵에서 네덜란드 국가대표팀의 수비 핵심을 맡고 있을 때, 포르투와의 이적 협상을 마무리지었다. 포르투는 €7.7M 정도로 책정된 이적료를 지불하였고, 이 22세의 수비수는 엘리아킴 망갈라의 장기적 대체자로 영입되었다.

## 국가대표팀 경력
페예노르트의 1군에서 활약하기 시작하면서, 마르팅스 인디는 이중 국적을 소유함에 따라 포르투갈이나 네덜란드 국가대표로 활약할 수 있었다. 마르팅스 인디는 네덜란드 국가대표로 활약하기를 원했다. 2009년 10월 25일, 마르팅스 인디는 1-2로 패한 콜롬비아 U-17과의 2009년 FIFA U-17 월드컵 경기에서 와심 부이와 79분에 교체되어 네덜란드 U-17 국가대표로 출전하였다. 이 경기는 그가 네덜란드 U-17 국가대표팀으로 출전한 유일한 경기였다. 마르팅스 인디는 2010년 5월 23일에 네덜란드 U-19 국가대표팀에 처음으로 차출되어 3-0으로 이긴 독일 U-19 국가대표팀과의 경기에서 풀타임을 소화하였다.
2012년 8월 15일, 그는 벨기에와의 경기에서 처음으로 성인 국가대표 경기를 치르었다. 2-4로 패함에도 불구하고, 마르팅스 인디는 인상적인 데뷔전을 치르었고, 네덜란드의 2골에 모두 관여하였다. 그는 2014년 FIFA 월드컵의 예선전에서 네덜란드 국가대표팀의 주전 선수로 활약하였으며, 각각 4-1로 이긴 헝가리와 루마니아에 출전하였으며, 헝가리전에서는 국제경기 첫 골을 넣었다.
2013년, 마르팅스 인디는 2013년 UEFA U-21 유럽 선수권 대회에서 네덜란드 U-21 국가대표로 출전하였다. 그는 이 대회에서의 활약으로 대회의 UEFA 올스타 명단에 이름을 올렸다.
2014년 6월 13일, 마르팅스 인디는 디펜딩 챔피언 스페인과의 경기에서 월드컵에 데뷔하였고, 네덜란드가 5-1로 이겼다. 6월 18일, 오스트레일리아와의 조별리그 2차전 경기에서, 마르팅스 인디는 팀 케이힐에 의해 실신을 당하였고, 뇌진탕 의심 증세로 병원에 후송되기도 하였다.
그는 빠르게 회복한 후 칠레와의 조별 리그 한경기만을 결장하였다. 멕시코와의 16강전에서, 그는 경기 시작 9분만에 나이젤 더 용의 부상으로 인해 일찍 교체로 투입되었다. 경기는 네덜란드의 2-1 승리로 끝났다. 그는 다음 경기인 코스타리카와의 8강전에 출장하였다. 경기는 0-0으로 종료되었고, 마르팅스 인디는 승부차기 키커인 클라스얀 휜텔라르와 교체되었다. 네덜란드는 토론 대상이 된 골키퍼 교체 후 승부차기에서 승리하였다. 그는 아르헨티나전 전반전을 출장하였고, 경기는 0-0 접전 후의 승부차기 패배로 끝났다. 마지막 경기이자 3위 결정전은 마르팅스 인디에 의한 경기였다. 네덜란드는 이 경기를 3-0으로 이겼다.

## 사생활
2012년 3월 23일, 마르팅스 인디는 그의 여자친구이 머시아가 득녀하면서 한 아이의 아버지가 되었다.

## 통계

### 클럽
| 클럽               | 시즌      | 리그           | 리그 | 리그 | 컵   | 컵 | 리그 컵 | 리그 컵 | 대륙 | 대륙 | 합계 | 합계 |
| 클럽               | 시즌      | 리그           | 출장 | 골   | 출장 | 골 | 출장    | 골      | 출장 | 골   | 출장 | 골   |
| ------------------ | --------- | -------------- | ---- | ---- | ---- | -- | ------- | ------- | ---- | ---- | ---- | ---- |
| 페예노르트         | 2010–11   | 에레디비시     | 15   | 1    | 2    | 0  | —       | —       | 2    | 0    | 19   | 1    |
| 페예노르트         | 2011–12   | 에레디비시     | 29   | 1    | 2    | 0  | —       | —       | —    | —    | 31   | 1    |
| 페예노르트         | 2012–13   | 에레디비시     | 32   | 1    | 3    | 0  | —       | —       | 4    | 0    | 39   | 1    |
| 페예노르트         | 2013–14   | 에레디비시     | 26   | 2    | 3    | 0  | —       | —       | 2    | 0    | 31   | 2    |
| 페예노르트         | 합계      | 합계           | 102  | 5    | 10   | 0  | —       | —       | 8    | 0    | 120  | 5    |
| 포르투             | 2014-15   | 프리메이라리가 | 24   | 2    | 0    | 0  | 2       | 0       | 11   | 0    | 37   | 2    |
| 포르투             | 2015-16   | 프리메이라리가 | 23   | 0    | 3    | 0  | 0       | 0       | 7    | 0    | 33   | 0    |
| 포르투             | 합계      | 합계           | 47   | 2    | 3    | 0  | 2       | 0       | 18   | 0    | 70   | 2    |
| 스토크 시티 (임대) | 2016-17   | 프리미어리그   | 35   | 1    | 1    | 0  | 1       | 0       | —    | —    | 37   | 1    |
| 경력 합계          | 경력 합계 | 경력 합계      | 184  | 8    | 14   | 0  | 3       | 0       | 26   | 0    | 227  | 8    |

1. 1 2  UEFA 유로파리그 출전 경기 포함
2. 1 2  UEFA 챔피언스리그 출전 경기 포함
3. ↑  UEFA 챔피언스리그 1경기, UEFA 유로파리그 6경기 출전 포함

통계는 2017년 5월 21일 기준으로 되어 있다.

### 국가대표팀
| 네덜란드 국가대표팀 | 네덜란드 국가대표팀 | 네덜란드 국가대표팀 |
| 연도                | 출장                | 골                  |
| ------------------- | ------------------- | ------------------- |
| 2012                | 6                   | 2                   |
| 2013                | 6                   | 0                   |
| 2014                | 14                  | 0                   |
| 2015                | 5                   | 0                   |
| 2016                | 0                   | 0                   |
| 2017                | 2                   | 0                   |
| 통계                | 33                  | 2                   |

통계는 2017년 3월 28일 기준으로 되어 있다.

## 수상

### 국가대표팀
네덜란드
- FIFA 월드컵 3위: 2014